# Cilene Victor
Cilene Victor da Silva (Canto do Buriti, 14 de junho de 1968) é uma jornalista, professora universitária, consultora e comentarista de televisão brasileira. Atualmente, leciona a disciplina de Jornalismo Opinativo na Faculdade Cásper Líbero;  e foi contratada recentemente pela Universidade Metodista de São Paulo. Cilene foi  comentarista do Jornal da Cultura. É doutora em Saúde Pública pela Universidade de São Paulo; é referência na área de comunicação de riscos de desastres e jornalismo científico e ambiental.
Por sua atividade de conscientização sobre riscos de desastres e sua contribuição à defesa civil, recebeu a medalha da Defesa Civil do Governo do Estado de São Paulo e a medalha da Defesa Civil Nacional, no grau de Cavaleiro, do Ministério da Integração Nacional.